# Marie-Alfred Cornu
Alfred Cornu (Orleans, França, 6 de març de 1841 - Romorantin, 11 d'abril de 1902), va ser un físic francès.
Diplomat per l'École polytechnique de Paris, Alfred Cornu és conegut sobretot pels seus treballs sobre la difracció de la llum. Se li deu també l'espiral de Cornu, anomenada clothoïde.
Succeeix el 1867 a Émile Verdet a la càtedra de física de l'Escola politècnica. El 1878, és escollit membre de l'Académie des sciences, on arriba a president el 1896. El 1879 millorà el mètode de Fizeau per a mesurar el valor de la velocitat de la llum, c, i obtingué com a resultat c = 300.030 km/s